# Koopsompolis
Een koopsompolis is een lijfrenteverzekering waarvan de premie geheel of gedeeltelijk aftrekbaar is/kan zijn voor de inkomstenbelasting.

## Situatie in Nederland
Deze aftrek is sinds 2003 in Nederland afhankelijk van de jaarruimte, beter bekend als het pensioengat. Zoals bij elke verzekering die wordt afgesloten, worden er kosten in rekening gebracht, waaronder provisie. Diverse koopsompolissen, waaronder die van AEGON, de DSB Bank en een aantal andere banken, zijn in de loop van 2008 en 2009 in het nieuws gekomen als woekerpolissen doordat de (verzwegen) provisie extreem hoog bleek en hierdoor het te verwachten rendement zeer gering tot zelfs negatief uitviel.

## Koopsompolisaffaire
In 1977 was er sprake van een schandaal met koopsompolissen waarbij 38 parlementariërs (vrijwel allemaal uit het CDA) beschuldigd werden van misbruik van fiscale regelgeving. Staatssecretaris Van Rooijen werd er van beschuldigd partijgenoten te hebben geïnformeerd over de aanstaande afschaffing van fiscale voordelen aangaande de koopsompolis. Dit zou 38 parlementariërs in staat hebben gesteld om nog net voor afschaffing van deze fiscale voordelen een koopsompolis tegen de oude gunstige voorwaarden aan te schaffen. De Tweede Kamer heeft in 1978 een commissie in het leven geroepen om deze affaire te onderzoeken, bestaande uit prof.mr. H.J. Hofstra, dr. M.A.M. Klompé en mr. R.J. Eerdbrink. Uiteindelijk bleken slechts vier kamerleden in bezit van een koopsompolis waaronder één VVD'er en drie KVP'ers.
Het fiscale voordeel van de koopsompolis was tweeledig tot November 1975. Allereerst kon de koopsompolis gefinancierd worden met geleend geld terwijl de rentebetalingen afgetrokken konden worden van het belastbaar inkomen. Dit leverde bij het maximale tarief een voordeel van 72 procent op. Ten tweede werd het inkomen uit de koopsompolis bij uitkering slechts beperkt belast: er werd uitgegaan van een fictief rendement van 1,5 procent waarover 50 procent belasting verschuldigd was. Tezamen kon dit leiden tot een rendement van wel 21 procent op jaarbasis. Alhoewel een koopsompolis strikt genomen een verzekeringsproduct is, werd het gros van de premies geïnvesteerd. Het verzekeringselement was daarmee klein. In november 1975 werd deze maas in de wet gedicht; het fictieve rendement werd opgehoogd naar 4 procent.